# Elecciones generales de España de 1886
Las Elecciones Generales de 4 de abril de 1886 en España fueron convocadas tras el fallecimiento de Alfonso XII sobre la base de lo dispuesto en la Constitución española de 1876, vigente hasta 1923, en la conocida como Restauración borbónica en España.
Como sucedió en todas las elecciones durante la restauración borbónica en España en estas el resultado estuvo determinado de antemano («encasillado») gracias al sistemático fraude electoral realizado mediante la red caciquil extendida por todo el territorio. En estas elecciones, como en el resto, el gobierno que las convocó las ganó, ya que en el régimen político de la Restauración los gobiernos cambiaban antes de las elecciones y no después como sucedía en los regímenes parlamentarios (no fraudulentos).

## Antecedentes

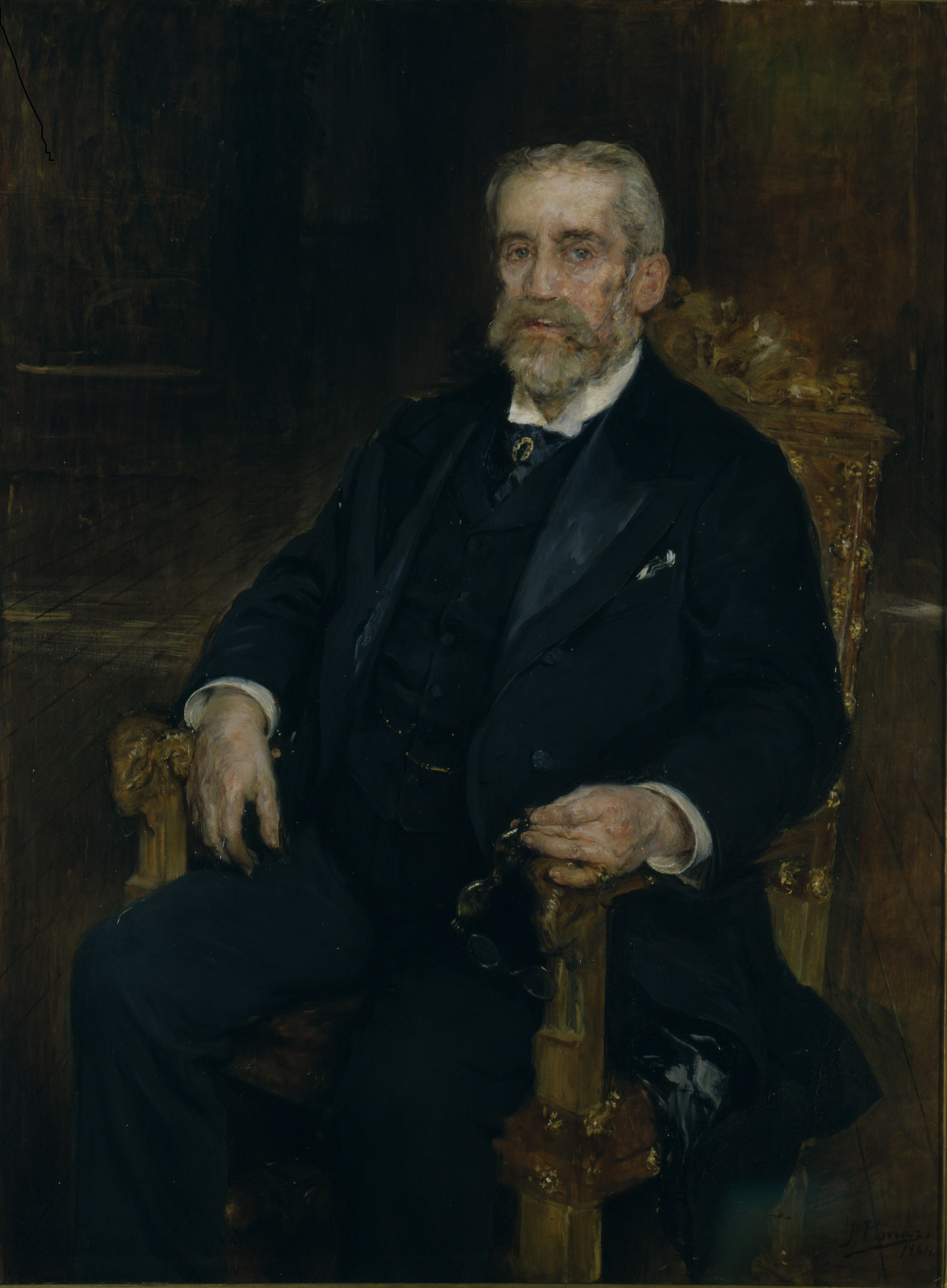
Francisco Romero Robledo, 1904. Óleo sobre lienzo de Ignacio Pinazo Camarlench. Conservado en el Congreso de los Diputados.

El Pacto de El Pardo de 24 de noviembre de 1885, fue un acuerdo suscrito por Cánovas y Sagasta, que instituyó el sistema de turnos pacíficos en ejercicio del poder entre liberales y conservadores y consolidó la Restauración hasta finales del siglo XIX y principios del XX. El 25 de noviembre de 1885 fallece el monarca español Alfonso XII, en virtud de dicho pacto Cánovas presentó su dimisión dejando paso a Sagasta el 27 de noviembre. 
El 15 de diciembre un sector del canovismo encabezado por Francisco Romero Robledo rompió con el Partido Liberal-Conservador en protesta por la entrega del poder a los liberales.
El 26 de diciembre Cánovas fue elegido Presidente del Congreso de los Diputados de España por 222 votos contra 112.
María Cristina de Habsburgo-Lorena se hallaba embarazada de un hijo que nacería póstumo, tuvo que asumir la regencia. El 31 de diciembre la reina juró como regente ante las Cortes. La reina, inexperta en los negocios de la política, se dejó asesorar por Sagasta, con quien acabaría trabando una estrecha amistad.

## Características
El 15 de enero de 1886 siguiendo el proceso de normalización conforme a lo pactado entre las principales fuerzas políticas, se procedió a la disolución de las Cámaras y a la convocatoria de elecciones legislativas.
El número de votantes para estas elecciones era de 807.175 (el 4,5% de la población total), mediante sufragio restringido. Se eligieron 392 diputados el día 4 de abril de 1886.

## Resultados
Desconocemos los datos de la abstención y, como era costumbre de la época, se presupone una ostensible manipulación, con victoria de los grupos liberales dinásticos, en este caso liberales, obteniendo la necesaria mayoría para el ejercicio del gobierno: 278 escaños. 
| Fracción                          | Diputados |
| --------------------------------- | --------- |
| Liberales y adictos al ministerio | 278       |
| Conservadores                     | 56        |
| Republicanos                      | 22        |
| Romeristas                        | 11        |
| Izquierda dinástica               | 10        |
| Independientes                    | 4         |
| Carlistas                         | 2         |
| No identificados                  | 9         |

Las nuevas Cortes, que se mantuvieron hasta 1890, fueron las de mayor duración entre 1868 y 1931, por lo que se denominó a este período el Parlamento largo.

## Nacimiento de Alfonso XIII
El 17 de mayo de 1886 nacía el futuro Alfonso XIII, asegurándose así la continuidad de la monarquía estrenada poco más de un decenio antes.